# How John Came Home
How John Came Home è un cortometraggio muto del 1915 diretto e interpretato da Sidney Drew.
Probabilmente è lo stesso film conosciuto con il titolo When John Comes Home.

## Produzione
Il film fu prodotto dalla Vitagraph Company of America.

## Distribuzione
Distribuito dalla General Film Company, il film - un cortometraggio in una bobina - uscì nelle sale cinematografiche USAstatunitensi